# Amanipilade
Amanipilade foi uma rainha núbia de Cuxe. Ela foi a última rainha da cidade de Meroé entre cerca de 308 a 320; ela provavelmente morreu por volta de 350 Assim como outros governantes cuxitas, o seu nome incorporou o do deus Amom. Amanipilada é atestada apenas por uma inscrição meroítica numa inscrição funerária de Xie encontrada em Meroé.